# Josef Plíva
Josef Plíva (* 1950) byl český hudebník, sólový kytarista a zpěvák skupiny Rebels. Po rozpadu skupiny se osamostatnil a ve spolupráci s Michaelem Prostějovským a Václavem Zahradníkem nahrál desku Fairy-Tales in Beat, což byla exportní verze Šípkové Růženky v angličtině a dva další singly. V listopadu 1968 emigroval do Kanady, kde v té době již na vysoké škole působil jeho otec. Hudbě se v pozdějších letech už nevěnoval a stal se z něj programátor.

## Diskografie
- Fairy-Tales in Beat

### Strana 1:
- - 1. Sleeping Beauty (Zahradník / Prostějovský – Záruba) 3:20
  - 2. Snowhite (Plíva / Prostějovský – Záruba) 3:50
  - 3. Witch Baba Yaga (Plíva – Korn / Prostějovský – Záruba) 2;25
  - 4. A Cup Of Magic (Zahradník / Prostějovský – Záruba) 2:45
  - 5. Stupid And Lazy John (Zahradník / Prostějovský – Záruba) 3:50
  - 6. A Magic Kiss (Zahradník / Prostějovský – Záruba) 3:05

### Strana 2:
- - 7. One Happy Land (Zahradník / Záruba) 2:50
  - 8. A Pray For Ill (Zahradník / Prostějovský – Záruba) 4:00
  - 9. Cinderella (Zahradník / Záruba) 4:00
  - 10.The Final End (Zahradník / Záruba) 2:40
  - 11. Mother Crow (Zahradník / Prostějovský – Záruba) 2:35
  - 12. Children And Adults (Zahradník / Záruba) 2:20

### SP
- Hvězda nad Betlémem (Zahradník/Prostějovský)
- Modlitba za nemocné/Diamantový kočár (obě skladby Zahradník/Prostějovský)

Rozhlasové nahrávky
- Déšť (Zahradník/Čepelka) /později vyšla nahrávka stejné písně v jiném aranžmá v podání Jiřího Štědroně/